# ヘンリー・サーティース
ヘンリー・ジョン・サーティース（Henry John Surtees、1991年2月18日 - 2009年7月19日）は、イギリス（イングランド）出身のレーシングドライバー。父は2輪のWGPと4輪のF1世界選手権の両方で世界チャンピオンになったジョン・サーティース。

## 経歴

### 略歴
1991年2月18日、サリー州・リングフィールドにて、長男として生まれる。出生時、父は57歳であった。1999年、8歳の頃にレーシングカートを始める。カートのメンテナンスは父が行っていたという。

### フォーミュラBMW UK
2007年シーズン総合6位、ルーキーカップは2位で終える（この年のチャンピオンはマーカス・エリクソン）。1勝、ポールポジション1回、ファステストラップ2回を記録。

### フォーミュラ・ルノー

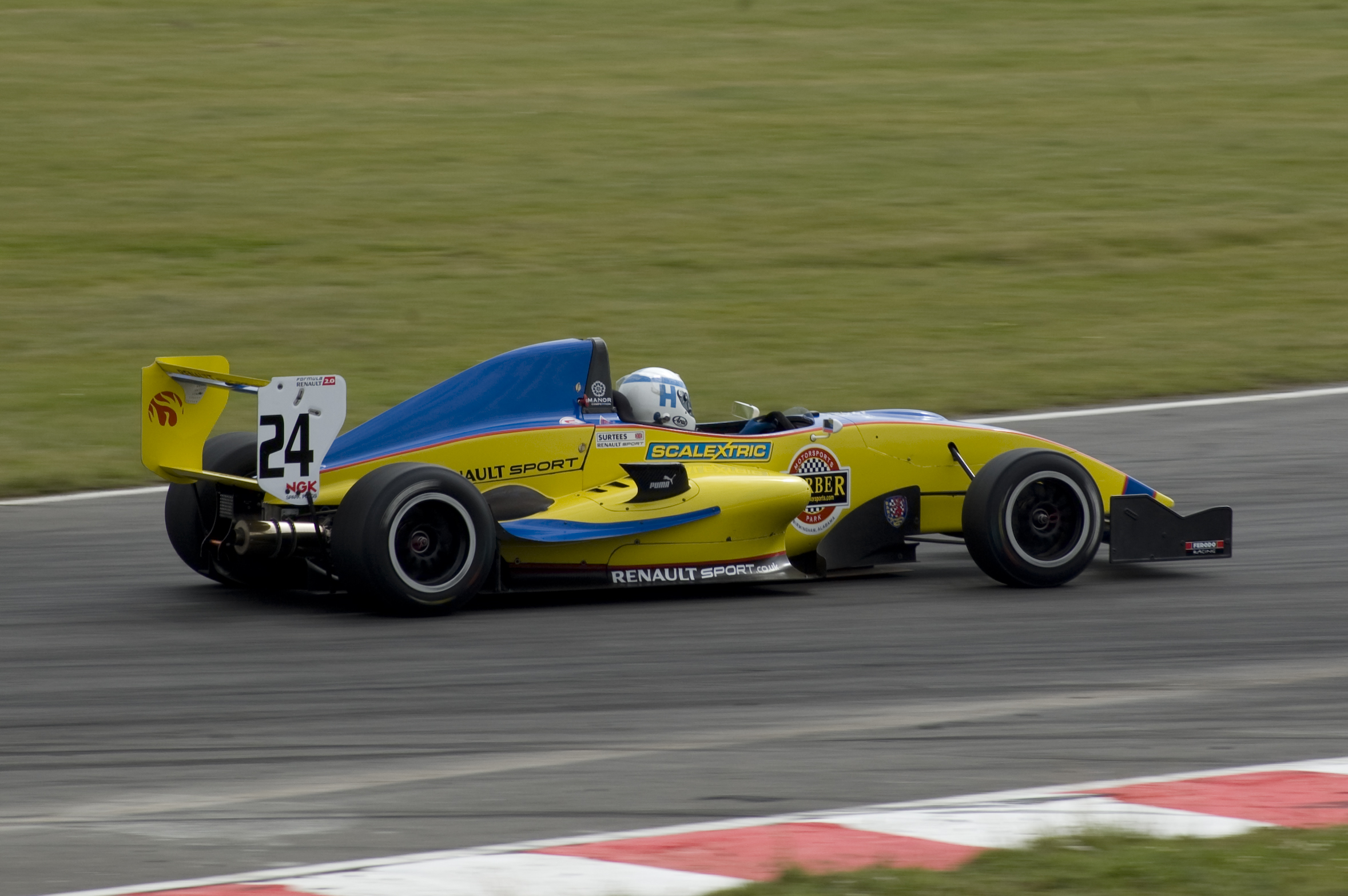
2008年、フォーミュラ・ルノー

2007年、フォーミュラ・ルノー 2.0 UKにて、カーリン・モータースポーツよりスポット参戦を果たした後に、2008年ではマノー・モータースポーツよりフル参戦。年間総合で12位。2008年のウィンターシリーズでは総合2位となった。

### F3
2008年、イギリスF3の最終ラウンド、ドニントン・パークにカーリン・モータースポーツよりスポット参戦。出走2レース、ナショナルクラスで1勝を挙げ、2つのレースで表彰台を獲得。

### F2

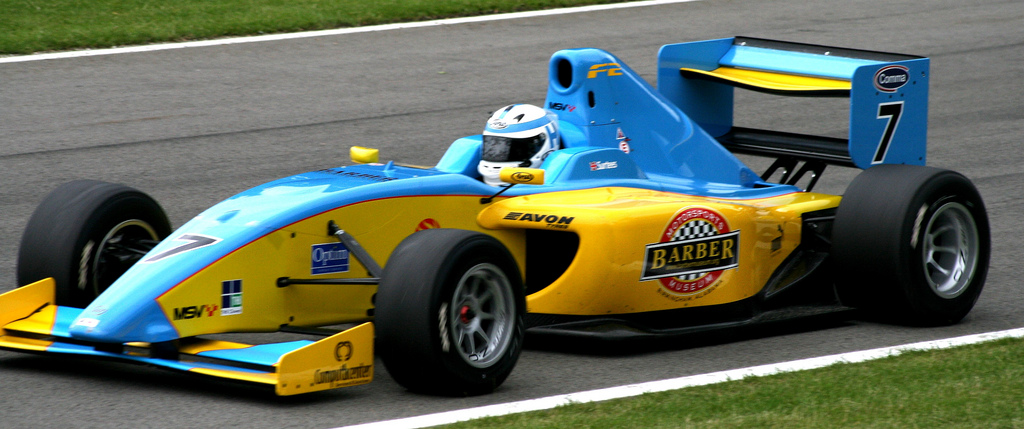
ヘンリー・サーティースがドライブするJPH01

2009年、この年から始まったFIA F2選手権に参戦を開始。開幕戦バレンシアのレース1で7位に入賞し、第2戦のチェコ、ブルノで行われたレース2ではポールポジションを獲得した。
第4戦ブランズ・ハッチで行われたレース1では3位表彰台を得て、地元サーキットでの活躍を見せた。しかし翌日の7月19日に行われたレース2において、クラッシュしたジャック・クラークのマシンから外れたタイヤが飛び跳ね、コースを走行していたヘンリーのヘルメットを直撃した。ヘンリーのマシンはその直後のコーナーを直進しクラッシュ。事故後すぐに空路で王立ロンドン病院へと搬送されたものの、タイヤの直撃が致命傷となっており死亡した。18歳没。この事故はフォーミュラカーにおける頭部保護デバイスの導入について議論されるきっかけとなり、後にF1などにハロ (halo) と呼ばれる頭部保護デバイスが導入されることとなる。

## レース戦績

### 略歴
| 年   | シリーズ                                               | チーム                           | レース | 勝利 | PP | FL | 表彰台 | ポイント | 順位 |
| ---- | ------------------------------------------------------ | -------------------------------- | ------ | ---- | -- | -- | ------ | -------- | ---- |
| 2006 | ジネッタ・GT・ジュニア・チャンピオンシップ             | -                                | 12     | 3    | 0  | 3  | 6      | 236      | 3位  |
| 2007 | フォーミュラ・BMW ADAC                                 | ADAC・ベルリン＝ブランデンブルク | 2      | 0    | 0  | 0  | 0      | 24       | 29位 |
| 2007 | フォーミュラ・BMW UK                                   | カーリン・モータースポーツ       | 18     | 1    | 1  | 2  | 8      | 491      | 6位  |
| 2007 | フォーミュラ・ルノー2.0 UK                             | カーリン・モータースポーツ       | 2      | 0    | 0  | 0  | 0      | 13       | 22位 |
| 2007 | フォーミュラ・ルノー2.0 UK ウィンター・シリーズ        | カーリン・モータースポーツ       | 4      | 0    | 0  | 0  | 0      | 35       | 13位 |
| 2008 | イギリスF3・ナショナル・クラス                         | カーリン・モータースポーツ       | 2      | 1    | 0  | 0  | 2      | 35       | 11位 |
| 2008 | フォーミュラ・ルノー2.0 ウエスト・ヨーロピアン・カップ | マノー・コンペティション         | 2      | 0    | 0  | 0  | 0      | 0        | NC†  |
| 2008 | フォーミュラ・ルノー2.0 UK                             | マノー・コンペティション         | 20     | 0    | 0  | 0  | 1      | 203      | 12位 |
| 2008 | フォーミュラ・ルノー2.0 UK ウィンター・シリーズ        | マノー・コンペティション         | 4      | 1    | 1  | 0  | 3      | 113      | 2位  |
| 2009 | FIA フォーミュラ2選手権                                | モータースポーツ・ヴィジョン     | 8*     | 0    | 1  | 0  | 1      | 8        | 14位 |

- † : ゲストドライバーとしての出走であるため、ポイントは加算されない。
- * : 第4戦ブランズハッチ・レース2において、サーティースは事故死した。

### FIA フォーミュラ2選手権
| 年     | 1       | 2        | 3         | 4         | 5        | 6         | 7       | 8         | 9     | 10    | 11    | 12    | 13    | 14    | 15    | 16    | DC   | ポイント |
| ------ | ------- | -------- | --------- | --------- | -------- | --------- | ------- | --------- | ----- | ----- | ----- | ----- | ----- | ----- | ----- | ----- | ---- | -------- |
| 2009年 | VAL 1 7 | VAL 2 12 | BRN 1 Ret | BRN 2 Ret | SPA 1 15 | SPA 2 Ret | BRH 1 3 | BRH 2 Ret | DON 1 | DON 2 | OSC 1 | OSC 2 | IMO 1 | IMO 2 | CAT 1 | CAT 2 | 14位 | 8        |

- 太字はポールポジション、斜字はファステストラップ。(key)